# Przeplatka atalia
Przeplatka atalia (Melitaea athalia) – motyl dzienny z rodziny rusałkowatych.

## Wygląd
Rozpiętość skrzydeł od 34 do 42 mm, dymorfizm płciowy niewielki.

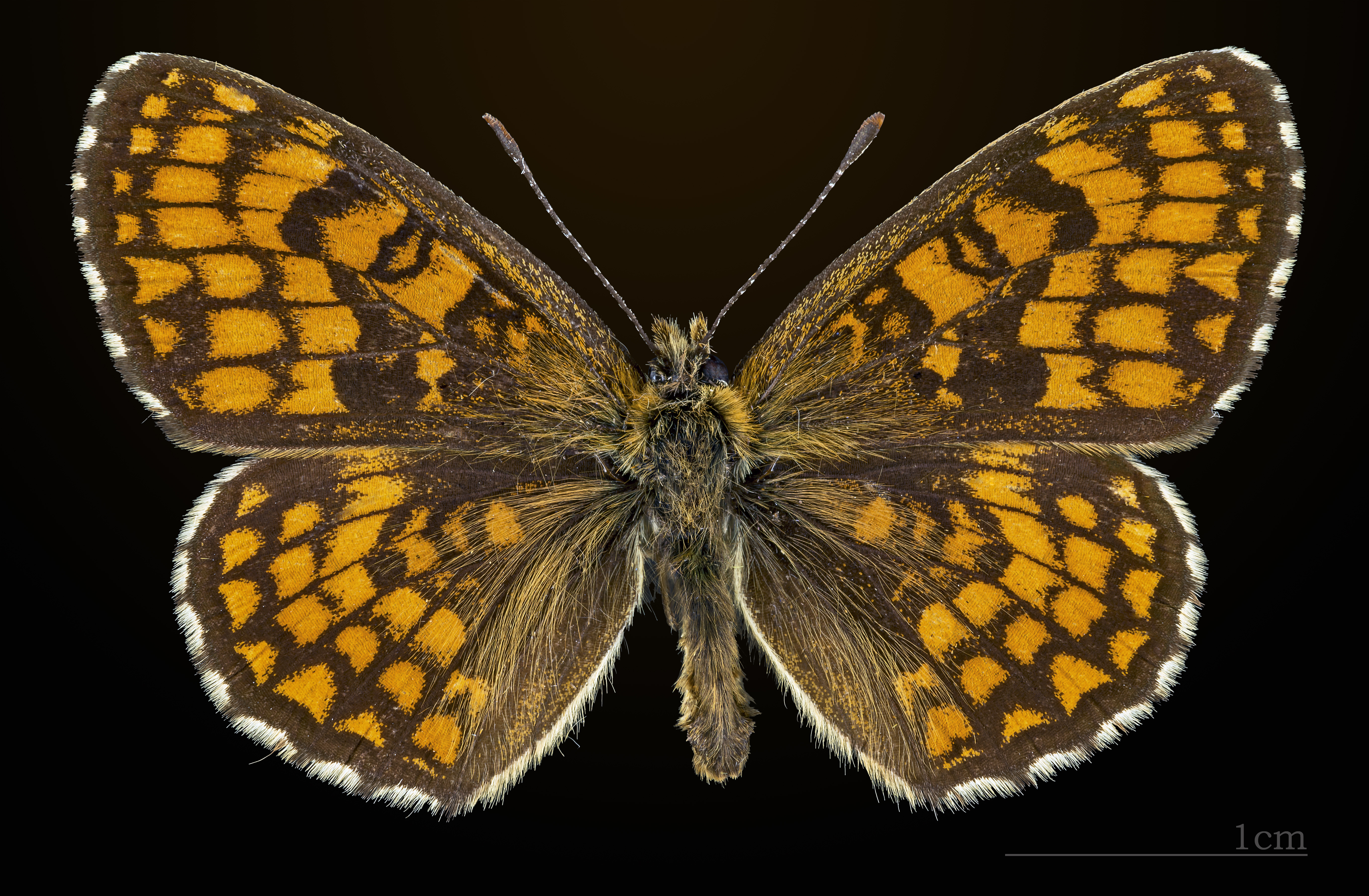
♂
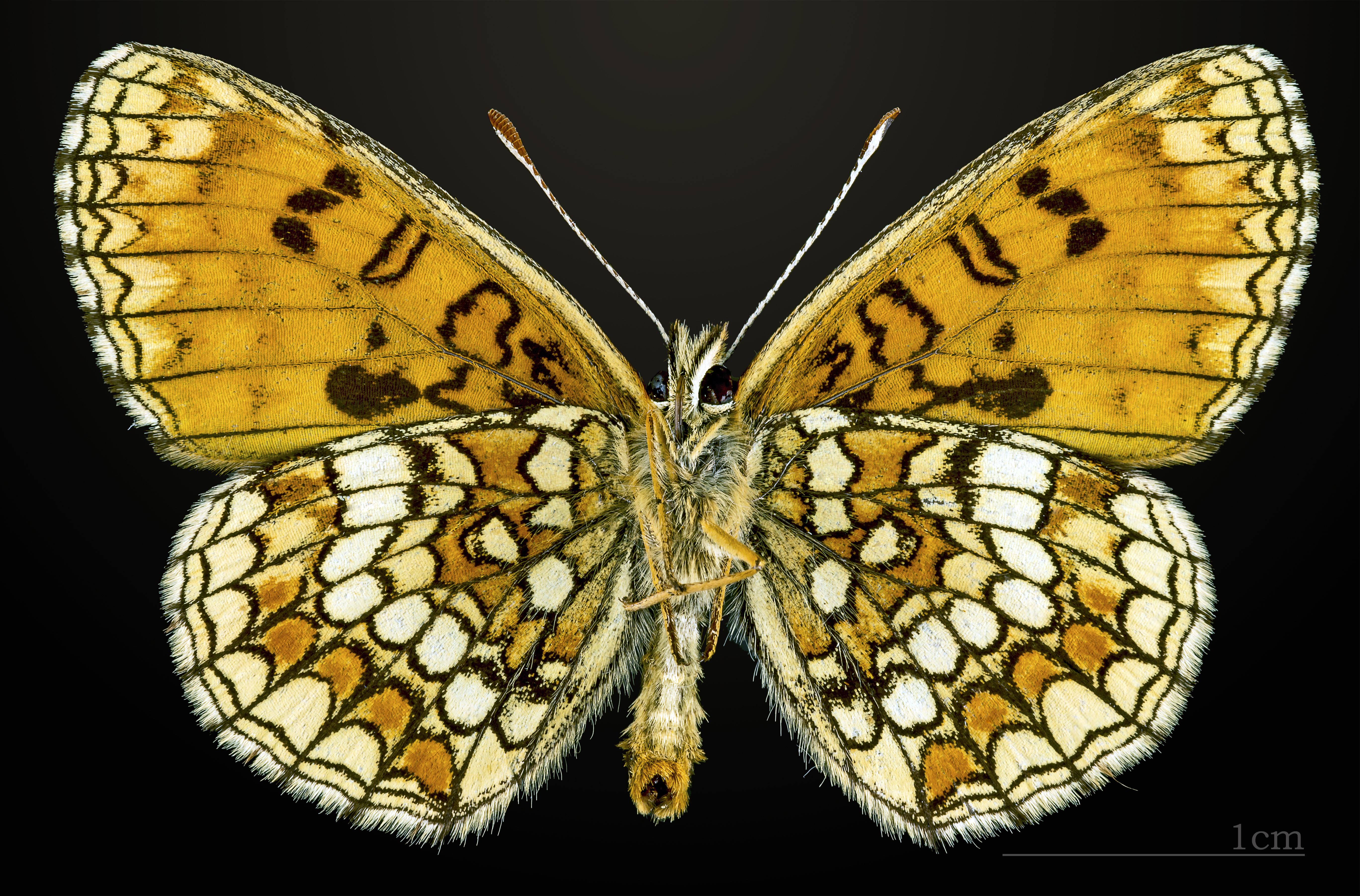
♂ △
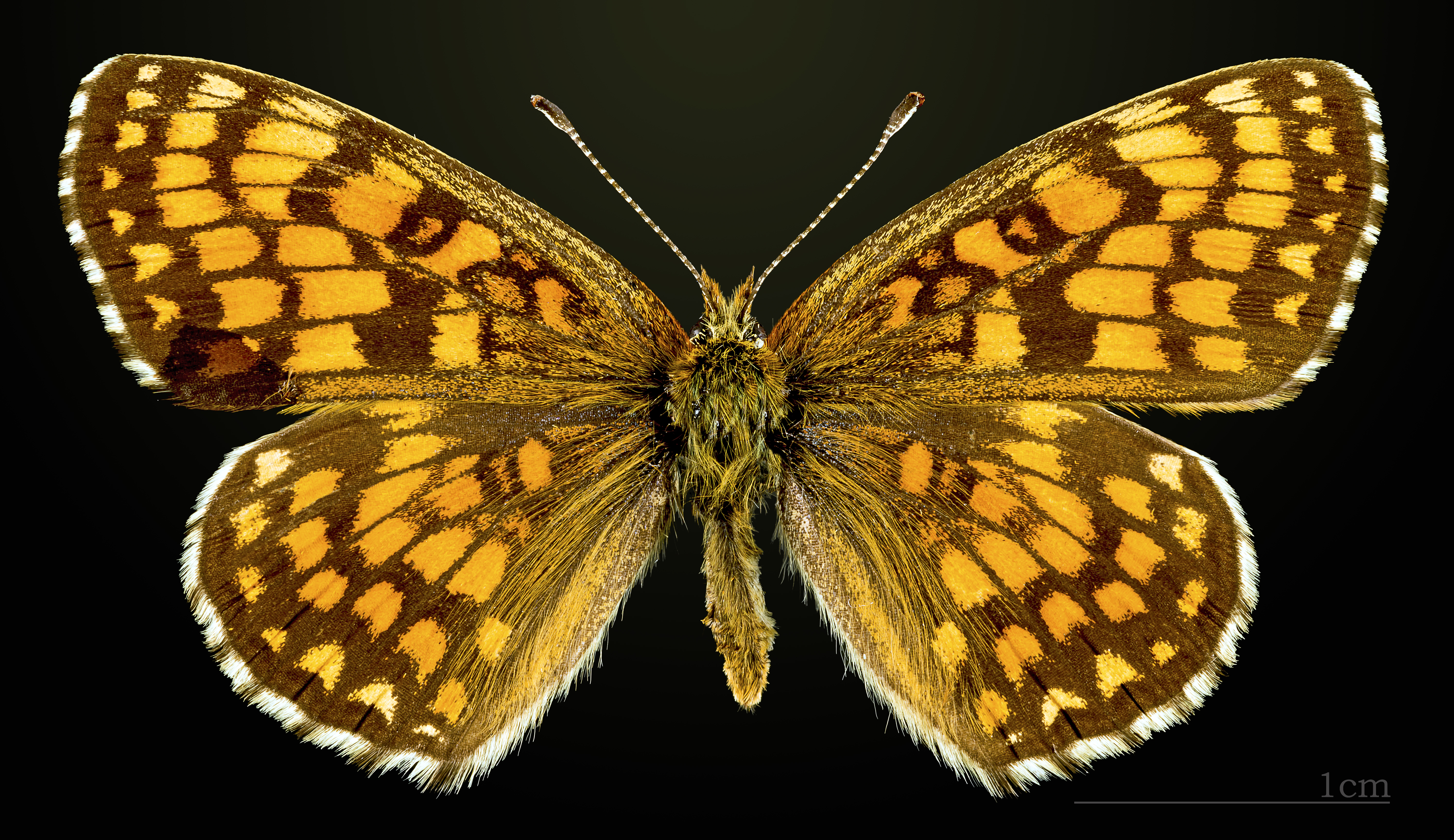
♀
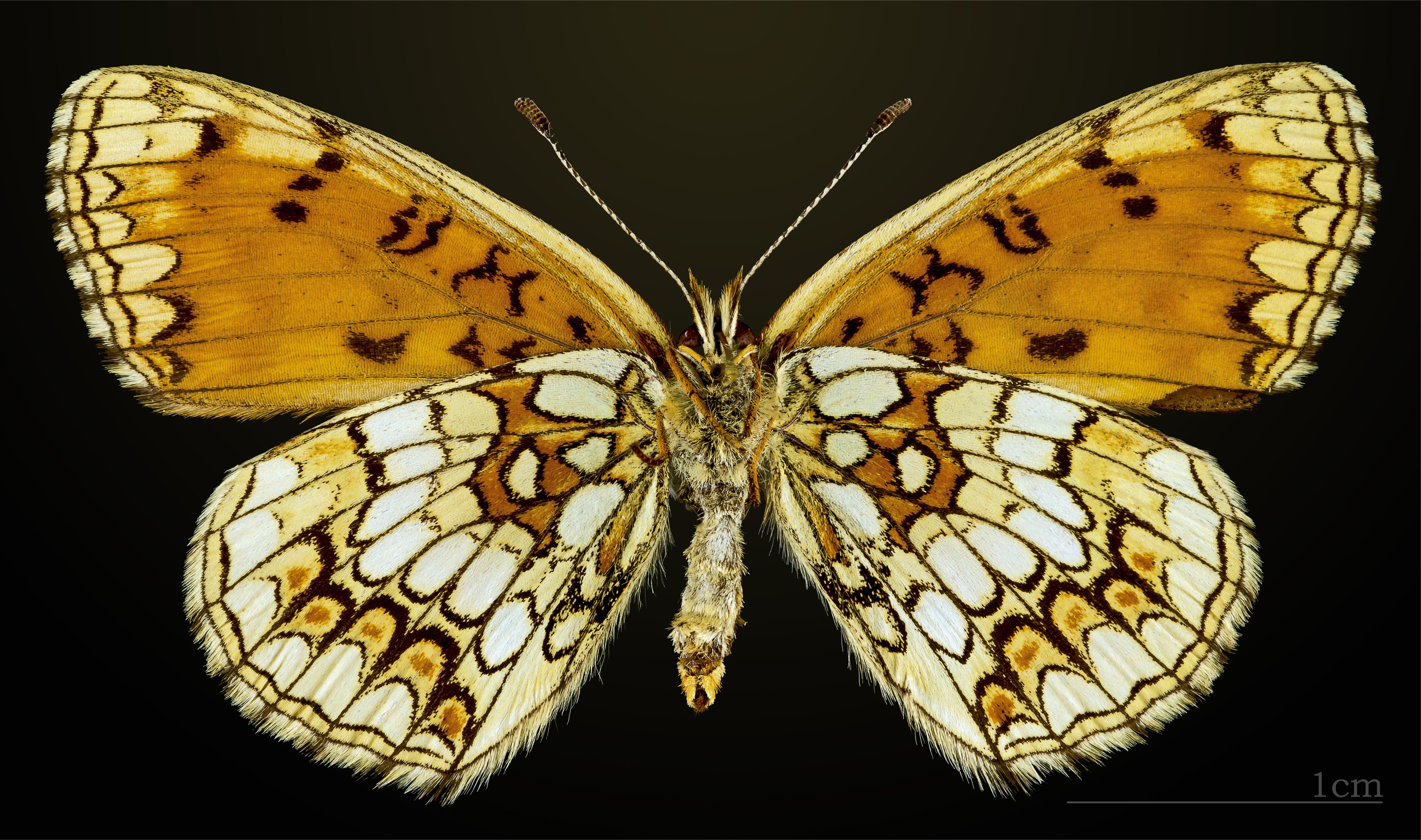
♀ △

## Podgatunki
- M. a. athalia
- M. a. norvegica Aurivillius 1888
- M. a. celadussa Frühstorfer 1910
- M. a. dictynnoides (Hormuzaki 1898)
- M. a. lucifuga (Fruhstorfer 1917)

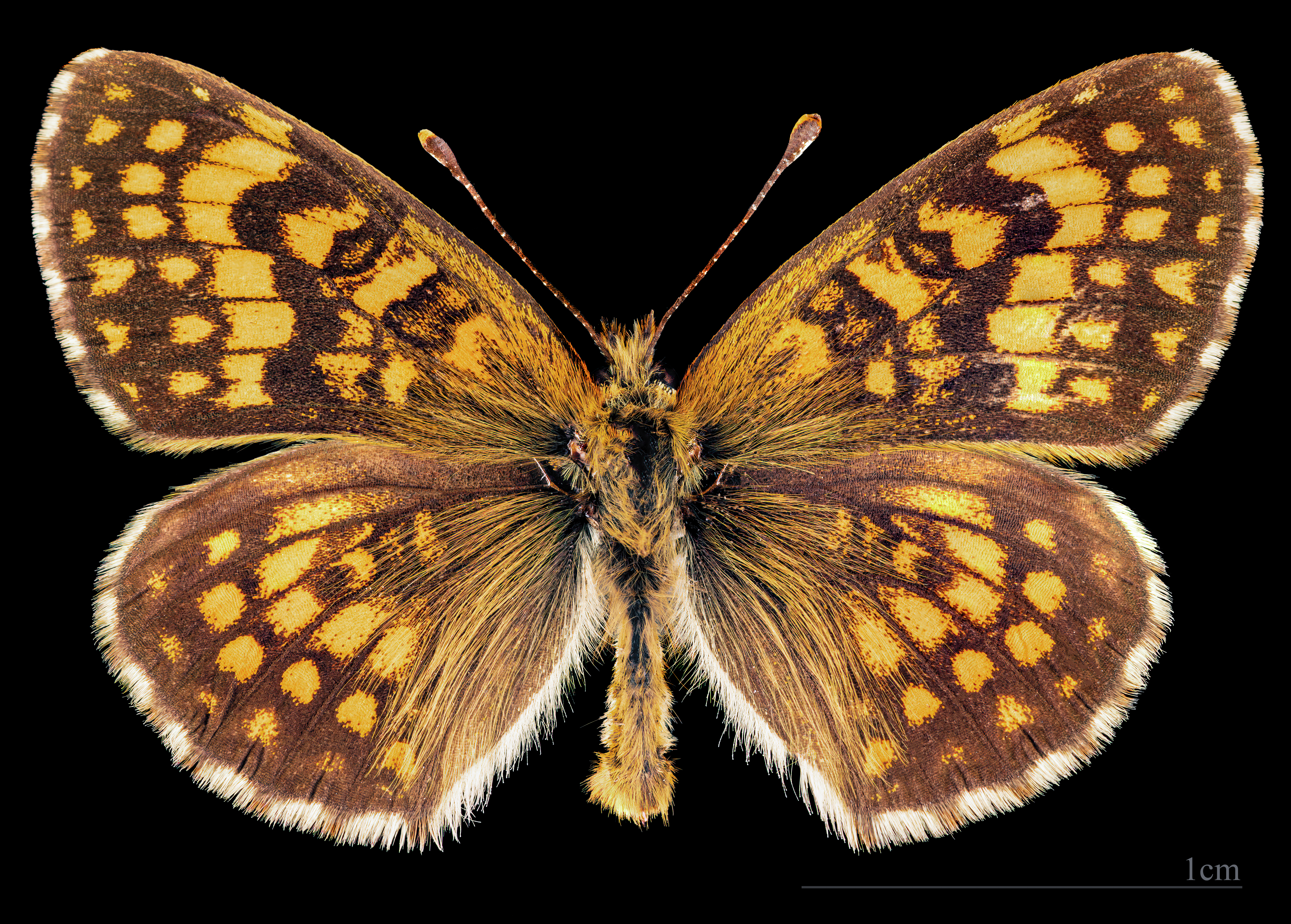
♂
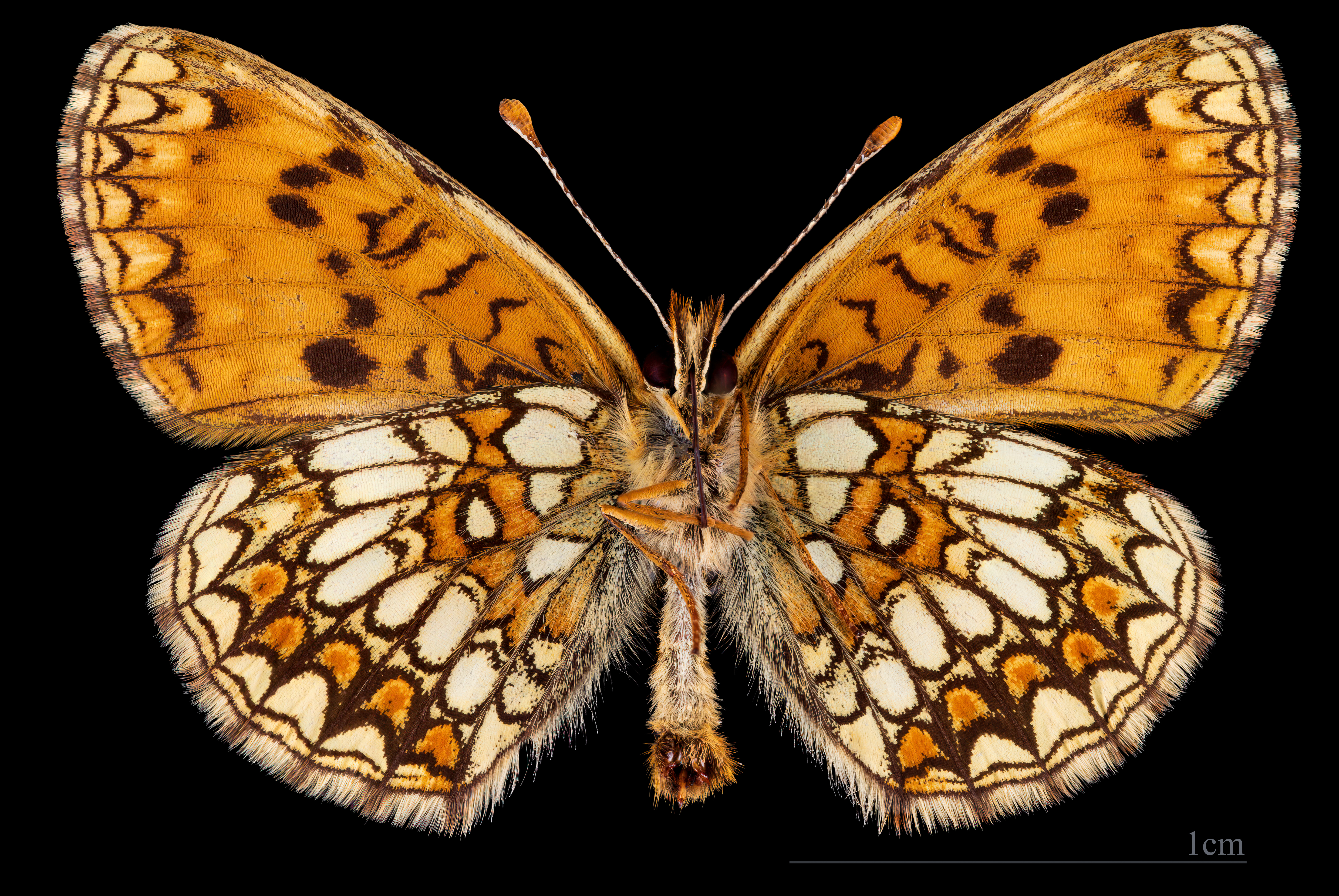
♂ △
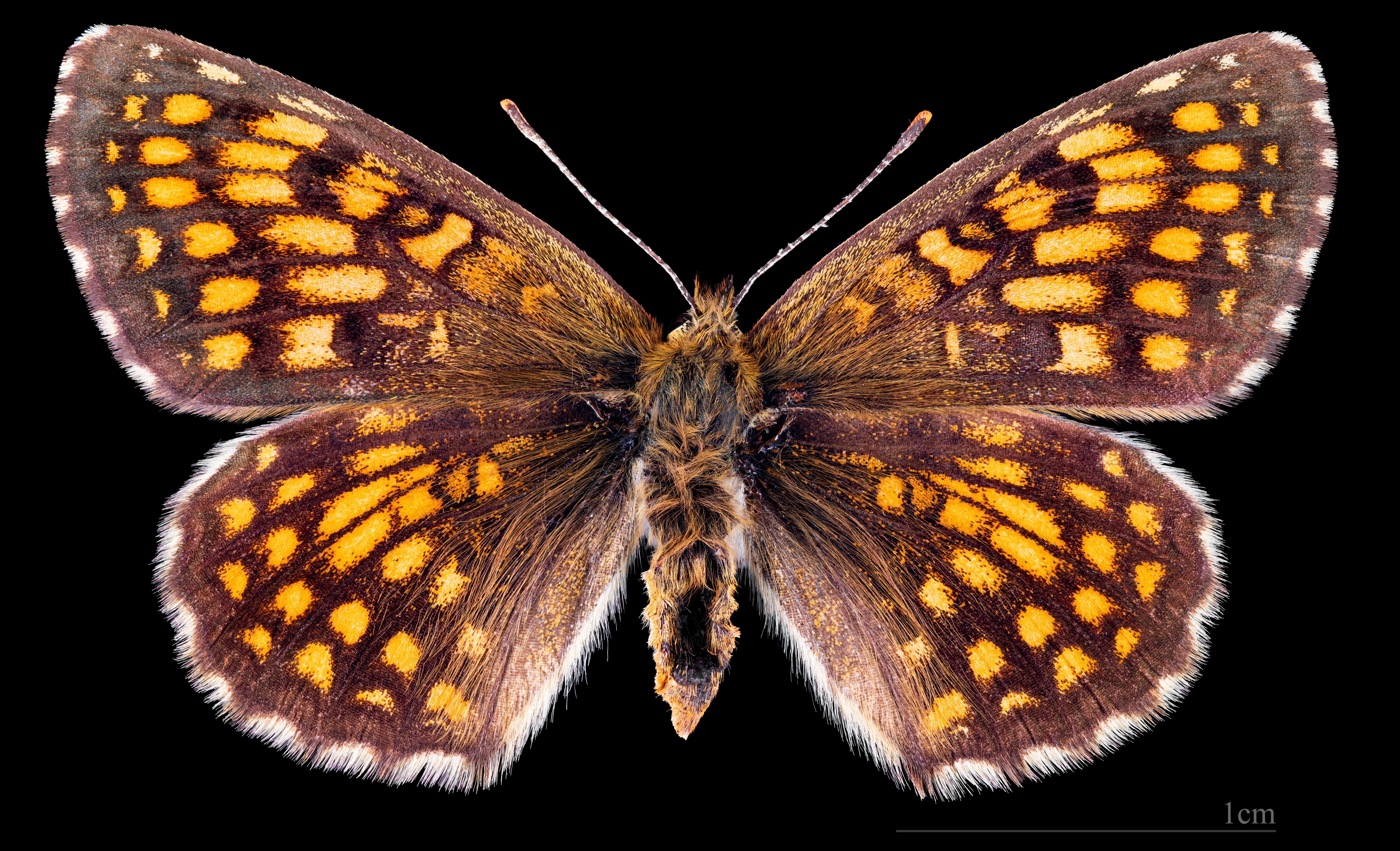
♀
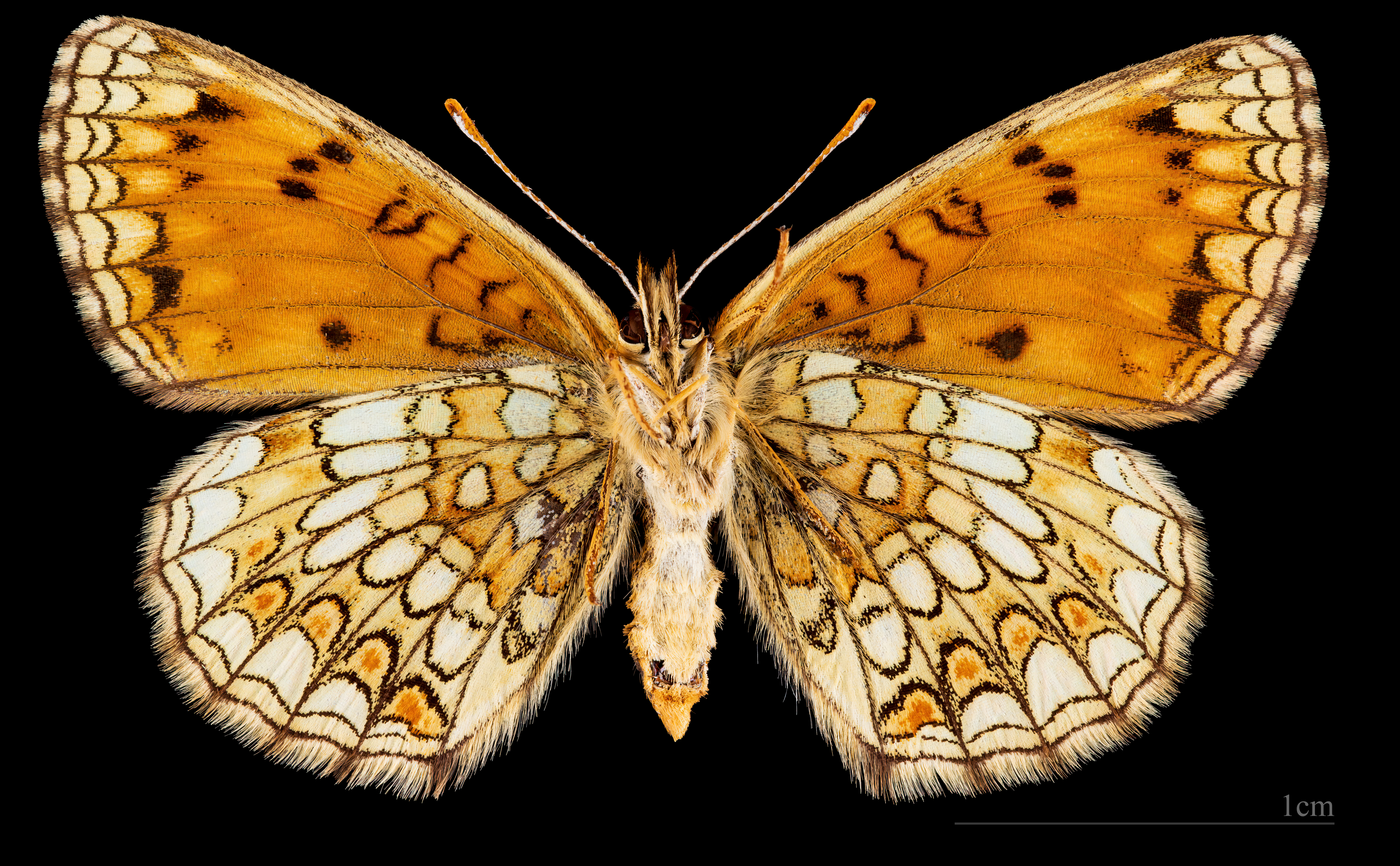
♀ △

- M. a. reticulata Higgins 1955
- M. a. baikalensis (Bremer 1961)
- M. a. hyperborea Dubatolov 1997

Melitaea athalia celadussa

## Siedlisko
Łąki na skrajach lasu, polany, zręby, drogi w lasach.

## Biologia i rozwój
Wykształca jedno pokolenie w roku (czerwiec-początek sierpnia). Rośliny żywicielskie: babka lancetowata, pszeniec gajowy, świetlik łąkowy, przetacznik ożankowy. Jaja składane są w dużych skupiskach na spodniej stronie rośliny żywicielskiej. Larwy wylęgają się po 2-3 tygodniach, żerują na spodniej stronie liści, nie uszkadzając górnej epidermy. Zimują w trzecim stadium w hibernakulum z suchych liści. Stadium poczwarki trwa 2-3 tygodnie.

## Rozmieszczenie geograficzne
Gatunek palearktyczny, pospolity w całej Polsce, niezagrożony.